# Metoda Solvaya

Schemat wytwarzania węglanu sodu metodą Solvaya

Metoda Solvaya – metoda otrzymywania węglanu sodu opracowana w latach 60. XIX w. przez Ernesta Solvaya. Proces ten polega na wykorzystaniu ciągu następujących reakcji chemicznych:
1. CaCO
3 → CaO + CO
2
2. NaCl + NH
3 + CO
2 + H
2O → NaHCO
3 + NH
4Cl
3. 2NaHCO
3 → Na
2CO
3 + CO
2 + H
2O
4. 2NH
4Cl + CaO → 2NH
3 + H
2O + CaCl
2

co sumarycznie daje:
CaCO
3 + 2NaCl → Na
2CO
3 + CaCl
2
Ze względu na wykorzystanie amoniaku w procesie, soda otrzymana metodą Solvaya nazywana jest „sodą amoniakalną”.

## Surowce
Z reakcji sumarycznej wynika, że surowcami są węglan wapnia i sól kamienna (chlorek sodu), amoniak jest surowcem pomocniczym, koks używany jako paliwo do wypalania wapna palonego z wapniaka. Natomiast w procesie Leblanca surowcem głównym jest węgiel.
Do produkcji 1 t sody amoniakalnej zużywa się:
- NaCl (w postaci solanki) 1525–1555 kg,
- CaCO
3 (w postaci wapniaka) 1206–1370 kg,

oraz, jako materiały pomocnicze:
- koks do wypalania wapna 98–105 kg,
- węgiel do kalcynacji NaHCO
3 120–140 kg,
- woda amoniakalna 4–8 kg[3].

## Proces wytwarzania
Proces wytwarzania sody amoniakalnej składa się z następujących głównych procesów i operacji:
- przygotowanie solanki,
- nasycanie solanki amoniakiem w celu otrzymania solanki amoniakalnej,
- wypalanie wapna z kamienia wapiennego z jednoczesnym wytworzeniem gazów zawierających CO
2,
- nasycanie solanki amoniakalnej CO
2 (karbonizacja),
- oddzielenie kryształów NaHCO
3 od ługu macierzystego,
- suszenie wilgotnegoNaHCO
3 i jego rozkład termiczny (kalcynacja),
- regeneracja NH
3 z ługów macierzystych przez zmieszanie z mlekiem wapiennym i ogrzewanie.

Przygotowanie solanki
Stosuje się solanki naturalne, które dosyca się solą w razie potrzeby. Najczęściej używa się solanek wytworzonych przez ługowanie wodą pokładów soli. Solanki takie mają zanieczyszczenia w postaci soli Mg, Ca, K itp. Aby oddzielić zanieczyszczenia solankę poddaje się procesowi analogicznemu do chemicznej metody zmiękczania wody. Strącające się osady CaCO
3 i Mg(OH)
2 oddziela się w odstojnikach.
Nasycenie solanki amoniakiem
NH
3 bardzo dobrze rozpuszcza się w solance ze znacznym efektem cieplnym. W miarę wzrostu stężenia amoniaku wzrasta objętość solanki. Ponieważ rozpuszczalność soli w wodzie amoniakalnej maleje, to aby nie dopuścić do wytrącenia kryształów stosuje się solankę nie całkowicie wysyconą (około 310 g NaCl na 1 l). Do nasycania solanki NH
3 stosuje się wysokie wieże absorpcyjne wypełnione koksem lub kolumny półkowe.
Wypalanie wapna
Wapno palone otrzymuje się w taki sam sposób jak przy produkcji materiałów wiążących, tj. w procesie kalcynowania wapnia.
Wysycanie solanki amoniakalnej za pomocą CO
2 (karbonizacja)
Solanka amoniakalna zawierająca pewną ilość CO
2 w stanie związanym jest nasycana CO
2 w kolumnach karbonizacyjnych w przeciwprądzie. Mają one budowę półkową. W dolnej części półki przedzielone są chłodnicami rurkowymi. Średnica kolumny 1,8–2,8 metra a wysokość do 30 metrów. Z powodu osadzania się kryształów NaHCO
3 po kilkudziesięciu godzinach pracy kolumna karbonizacyjna zarasta i trzeba przerywać jej pracę aby ją oczyścić. Z tego powodu kolumny karbonizacyjne łączy się w baterie 4–7 sztuk i kolejno poddaje płukaniu polegającym na przepuszczaniu przez nie całej ilości solanki, którą następnie kieruje się do pozostałych kolumn.
Jednocześnie dla polepszenia efektu płukania wprowadza się do kolumny pewną ilość gazu z pieców wapiennych, dzięki czemu w kolumnie płukanej następuje wstępna karbonizacja solanki. Gazy zawierające CO
2 pochodzą z dwóch źródeł: z wypalania wapna około 40% i rozkładu NaHCO
3 60%. Gazy uboższe w CO
2 wprowadza się w połowie wysokości kolumny, a gazy bardziej stężone wprowadza się od dołu kolumny. Ciśnienie słupa cieczy u dołu kolumny wynosi 0,3 MPa, wpływa to korzystnie na proces karbonizacji.
Oddzielanie kryształów NaHCO
3 od ługu macierzystego
Z kolumn karbonizacyjnych wypływa zawiesina kryształów NaHCO
3 w ługu macierzystym (tzw. mleczko bikarbonatowe). Oddzielenie kryształów od cieczy odbywa się metodą filtracji na filtrach obrotowych lub przez odwirowanie w wirówkach o działaniu ciągłym.
Kalcynowanie NaHCO
3
Aby otrzymać sodę bezwodną, osad NaHCO
3 należy osuszyć, a następnie poddać termicznemu rozkładowi:
2NaHCO
3 → Na
2CO
3 + CO
2 + H
2O
Proces suszenia i kalcynacji prowadzi się metodą ciągłą w obrotowych suszarniach bębnowych, suszarnia ogrzewana jest parą wodną lub rzadziej spalinami. Bęben stalowy o średnicy 2,5 m i długości do 25 m. Ponieważ gazy pokalcynacyjne zawracane są do procesu produkcyjnego, to ogrzewanie suszarki (kalcynatora) odbywa się przeponowo. Mokry NaHCO
3 ma tendencję do przywierania do rur grzewczych. Aby zapobiec temu zjawisku obniża się jego wilgotność, zawracając część wysuszonego produktu i mieszając go z wilgotnym NaHCO
3 przed wejściem do kalcynatora.
Regeneracja amoniaku
W ługach macierzystych po karbonizacji NH
3 znajduje się w postaci następujących związków:
- NH
3
- (NH
4)
2CO
3 i NH
4HCO
3
- NH
4Cl.

Związki te różnią się trwałością termiczną. Z amoniakalnego roztworu (NH
4)
2CO
3 i NH
4HCO
3 amoniak można odzyskać przez ogrzewanie roztworu do temperatury około 70 °C, natomiast NH
4Cl rozkłada się za pomocą Ca(OH)
2. Obie te operacje prowadzi się w instalacji do regeneracji amoniaku. Instalacja ta składa się z aparatów do sporządzania mleka wapiennego, wymienników ciepła, kolumn odpędowych.
Ług macierzysty razem z popłuczynami z filtrów ogrzewa się do temperatury około 65 °C i wprowadza do górnej części kolumny odpędowej. W tym momencie następuje odpędzenie amoniaku z lotnych związków amonowych. Następnie gorącą ciecz miesza się z mlekiem wapiennym w osobnym mieszalniku i wprowadza do dolnej części kolumny odpędowej a odprowadza się roztwór odpadkowy. Gazy zawierające NH
3 i CO
2 po ochłodzeniu kieruje się do absorpcji w solance. W ten sposób zamyka się obieg amoniaku. Straty amoniaku pokrywa się przez wprowadzenie stężonej wody amoniakalnej do kolumny odpędowej.

## Odpady
Gorąca ciecz odpływająca z kolumn odpędowych w procesie produkcji sody amoniakalnej kierowana jest do wielkich osadników ziemnych, w których osadza się zawiesina, a klarowny roztwór soli odprowadza się do zbiorników wodnych. Ciecz z kolumn odpędowych ma następujący skład (kg/m³):
- NaCl – 56,
- CaCl
2 – 112,
- Ca(OH)
2, CaCO
3, CaSO
4, SiO
2 – 21.

Do osadników ziemnych kieruje się osady z oczyszczania solanki i osad CaCO
3 z kaustyfikacji sody i ewentualnie inne odpady. Osadniki te noszą nazwę „białych mórz”.
„Białe morza” stanowią poważny problem ekologiczny, powodują one bowiem silne zasolenie okolicznych wód gruntowych i skażenie naturalnych zbiorników wodnych oraz gleby chlorkiem wapnia. W Stanach Zjednoczonych „białe morza” powstałe z odpadów najdłużej działającej fabryki Solvaya (w miejscoweości Solvay w stanie Nowy Jork) spowodowały skażenie jeziora Onondaga, które zostało zaliczane do najbardziej zatrutych jezior w tym kraju. Po zamknięciu tej fabryki w 1989 r. w Stanach Zjednoczonych nie produkuje się już sody tą metodą, w wielu innych krajach metoda ta jest jednak wciąż stosowana. Większość fabryk stosujących tę technologię lokuje się nad brzegami oceanów, dzięki czemu oczyszczoną wstępnie solankę można odprowadzać wprost do morza i nie ma potrzeby tworzenia „białych mórz”. W ten sposób funkcjonuje m.in. wielka fabryka w Saurashtra, Gudźarat, Indie i w Osborne, w Australii.
W Polsce największe zgromadzenie „białych mórz” występuje w okolicach Jaworzna. Z czasem wokół „białych mórz” tworzy się specyficzny, nienaturalny ekosystem, który był przedmiotem kilku publikacji naukowych. Przykładem zagospodarowania i rekultywacji terenów po byłej fabryce sody są tereny po Krakowskich Zakładach Sodowych Solvay (m.in. centrum handlowe, tereny rekreacyjne Osadniki Sodowe Solvay, Centrum Jana Pawła II „Nie lękajcie się”).